# Time Variance Authority
La Time Variance Authority, nota anche semplicemente come la TVA, è un'organizzazione fittizia che si occupa di monitorare le varie linee temporali, apparsa nei Marvel Comics. La sua prima apparizione risale al n. 372 del vol. 1 di Thor; fa la sua prima apparizione televisiva nella serie Disney+ Loki, venendo introdotta nel Marvel Cinematic Universe.

## Storia
La TVA si dichiara responsabile del monitoraggio del multiverso e può cancellare intere linee temporali se ritiene troppo pericolosa la loro esistenza; si occupa anche di chiunque tenti di alterare il passato o il futuro. È introdotta per la prima volta quando Justice Peace, un uomo di legge dal futuro, viaggia fino al ventesimo secolo per fermare il killer Zaniac. Peace conclude con successo la missione grazie all'aiuto di Thor.
Nonostante la sua importanza, l'influenza della TVA sul tempo non è assoluta: è infatti limitata da Alioth in un passato lontano, così come da Kang il Conquistatore, e Revelation in epoche diverse attraverso il tempo. Inoltre ci sono stati diversi episodi di viaggi nel tempo o nella realtà in cui la TVA non ha potuto intervenire.
Alla Fine del Tempo, l'ultimo direttore della TVA crea i Custodi del Tempo, gli ultimi tre esseri che esistono nella rimanente linea temporale nell'universo; tuttavia il processo finisce anche per creare un trio di creature che mettono in pericolo le varie realtà finché non sono fermati da Thor e dagli altri membri dei Vendicatori.
L'organizzazione utilizza lo studio legale di She-Hulk per lavorare a diversi casi così da sopportare al minimo gli effetti del flusso del tempo.

## Impiegati
Gli impiegati al livello inferiore della TVA sono chiamati cronomonitoratori e sono letteralmente privi di faccia. Sono creati artificialmente mediante la tecnologia quantica: nel momento in cui appare una nuova realtà, un nuovo agente senza volto viene creato per monitorarla con l'equipaggiamento necessario (un computer personalizzato con tanto di sedia e scrivania).
I cloni manager richiamano fisicamente Mark Gruenwald (e successivamente Tom DeFalco), storici autori della Marvel. Il manager più ricorrente è Mobius M. Mobius, un clone di Gruenwald.
Occasionalmente la TVA assolda dei mercenari da usare nelle missioni più pericolose, come Justice Peace e Testa di Morte. Spesso questi perdono degli arti durante gli incarichi, che la TVA rimpiazzano con parti robotiche. Un altro esempio della loro tecnologia anacronistica è una macchina del tempo dall'aspetto di una vecchia locomotiva. Il professor Justin Alphonse Gamble, un richiamo al Dottore, è un rinnegato della TVA.

### Membri dello staff conosciuti
- Mr. Alternity: Gestione superiore.
- Primo segretario
- Professor Justin Alphonse Gamble: Ex impiegato, licenziato e fuggito dopo aver rubato una delle macchine del tempo.
- Justice Mills
- Colui che resta: L'ultimo sopravvissuto della Time Variance Authority alla fine del tempo.
- Mobius M. Mobius: Burocrate e gestore di media categoria, si occupa della violazione delle leggi della TVA. Nel Marvel Cinematic Universe si occupa di cacciare Varianti temporali particolarmente pericolose, sebbene successivamente tradisca l'organizzazione quando scopre la verità sulla sua natura. Diventa un intimo amico di Loki e collabora con lui per salvare il multiverso e riorganizzare la TVA affinché faccia del bene, decidendo di andare a visitare la sua vita sulla Sacra Linea Temporale in seguito al sacrificio di Loki.
- Mr. Orobouros: Clone futuro di Mr. Paradox, cessa di esistere quando viene colpito dal Cannone Retro-Attivo. Nel Marvel Cinematic Universe è una sorta di eccentrico e geniale tuttofare che sa ogni cosa del funzionamento della TVA.
- Mr. Paradox: Cessa di esistere quando viene colpito dal Cannone Retro-Attivo.
- Mr. Tesseract: Subordinato di Mobius, viene assegnato alla ricostruzione dei dati perduti dalla Terra-616.
- Time Variance Authority Police Department: Accompagna Justice Peace nella sua cattura a Godwulf.
- Justice Peace: Un ex agente libero professionista, punito per un'infrazione nei viaggi temporali; attualmente è un membro della Politica Federale e dei Servizi Speciali la cui base è a Brooklynopolis.
- Justice Might, Justice Truth, e Justice Liberty: Tre ufficiali che assistono Mobius nella ricattura dei Fantastici Quattro durante la loro fuga nella Zona Null-Time.
- Justice Love: Agente e partner di Justice Peace, ha una formazione legale.
- Justice Goodwill: Ufficiale di corte, cessa di esistere quando viene colpito dal Cannone Retro-Attivo.

#### Nel Marvel Cinematic Universe
- Ravonna Renslayer: Una giudice che si occupa di processare le Varianti temporali arrestate dall'organizzazione.
- B-15: Una cacciatrice addetta alla cattura delle Varianti temporali. Dopo aver scoperto la verità sulla TVA, si allea con Loki e Mobius per contribuire alla sua caduta, aiutandoli poi a salvare il multiverso e mettendosi a capo della TVA riformata.
- C-20: Una cacciatrice addetta alla cattura delle Varianti temporali; viene incantata da Sylvie per avere informazioni e successivamente presumibilmente uccisa da Ravonna avendo riacquistato la memoria della sua vita da umana.
- Casey: Un impiegato della TVA.
- D-90: Un cacciatore addetto alla cattura delle Varianti temporali. Viene falciato da Brad e in seguito prelevato dal Vuoto dopo il sacrificio di Loki per monitorare il Multiverso.
- Miss Minutes: La mascotte della TVA dall'aspetto di un orologio arancione animato, in grado di comunicare con i vari impiegati. In realtà è alle dipendenze di Colui che rimane.
- Victor Timely / Colui che rimane: Il creatore della TVA e dei Custodi Temporali. Si tratta forse di una Variante benevola di un terrestre del XXX secolo, il quale diede origine alla Sacra Linea Temporale per impedire a Varianti malvagie di sé stesso di distruggere tutto con una guerra del Multiverso. Decide di assegnare il suo ruolo a Loki in quanto ormai troppo vecchio e stanco per continuare nel suo ruolo, ma Sylvie sceglie di ucciderlo nonostante l'opposizione di Loki, causando così l'apertura del Multiverso.

## Altri media

### Marvel Cinematic Universe
La Time Variance Authority compare all'interno del Marvel Cinematic Universe.
- La TVA fa il suo debutto nella serie televisiva su Disney+ Loki (2021),[4] come sua prima apparizione sullo schermo. Owen Wilson interpreta Mobius M. Mobius, mentre Gugu Mbatha-Raw la giudice Ravonna (nei fumetti estranea all'organizzazione).[5] Nella serie i membri della TVA sono in realtà Varianti temporali a cui è stata cancellata la memoria e che pertanto sono convinti di essere stati creati dai Custodi Temporali. In seguito alla rivelazione della sua vera natura, viene riformata affinché si occupi di proteggere il neonato multiverso dalle varianti pericolose di Colui che rimane, conosciuti come il Consiglio dei Kang.
- Il logo della TVA compare nell'ultimo episodio della miniserie televisiva She-Hulk: Attorney at Law (2022).
- L'organizzazione compare anche nel trentaquattresimo film dell'MCU Deadpool & Wolverine (2024). Gli alcuni membri della TVA sono incaricati di strappare l'irresponsabile e antieroico vigilante mascherato Deadpool dalla sua vita tranquilla, e lo mette in una missione molto rischiosa con il mutante Wolverine. Dopo la morte di Cassandra Nova e l'arresto del viscido e corrotto agente Mr. Paradox (Matthew Macfadyen) per aver osato egoisticamente di usare il "Time Ripper" senza alcun permesso, B-15 decide di mantenere la promessa del Mercenario Chiacchierone di rimandare lui stesso, Logan, X-23 e gli altri tre Resistenti (Elektra, Blade e Gambit) nei loro rispettivi universi natali.